# シェントユル・プリ・ツェリュ
シェントユル・プリ・ツェリュ(Šentjur pri Celju)は、スロベニアのツェリェ市の近くに位置する市である。
市の名前は伝説のドラゴンスレイヤーの「聖ゲオルギウス、ツェリェの近く」から由来している。そして、聖ゲオルギウスがドラゴンを退治する姿が、市の紋章となっている。